# Acontias bicolor
Acontias bicolor — вид сцинкоподібних ящірок родини сцинкових (Scincidae). Мешкає в Зімбабве і Мозамбіку.

## Поширення і екологія
Acontias bicolor мешкають в горах Східного Нагір'я на кордоні Зімбабве і Мозамбіку. Вони живуть на кам'янистих гірських схилах, серед скель. Зустрічаються на висоті від 1000 до 2300 м над рівнем моря.